# 贾罗达马杰拉布拉里
贾罗达马杰拉布拉里（Jharoda Majra Burari），是印度德里North县的一个城镇。总人口13301（2001年）。

## 人口
该地2001年总人口13301人，其中男性7497人，女性5804人；0—6岁人口2249人，其中男1165人，女1084人；识字率65.62%，其中男性为71.96%，女性为57.43%。